# Elmwood (Dakota del Norte)
El Territorio no Organizado de Elmwood es un territorio no organizado (en inglés, unorganized territory, UT) del condado de Golden Valley, Dakota del Norte, Estados Unidos. Tiene una población estimada, a mediados de 2023, de 25 habitantes.

## Geografía
Está ubicado en las coordenadas 47°06′14″N 103°58′58″O / 47.10389, -103.98278 (47.103759, -103.982881). Según la Oficina del Censo, tiene una superficie total de 92.21 km², de los cuales 92.14 km² corresponden a tierra firme y 0.06 km² están cubiertos de agua.

## Demografía
Según el censo de 2020, en ese momento había 33 personas residiendo en la zona. La densidad de población era de 0.36 hab./km². El 93.94% de los habitantes eran blancos y el 6.06% eran de una mezcla de razas. No había hispanos o latinos viviendo en la región.